# (32578) 2001 QY88
2001 QY88 (asteroide 32578) é um asteroide da cintura principal. Possui uma excentricidade de 0.15051410 e uma inclinação de 9.19864º.
Este asteroide foi descoberto no dia 22 de agosto de 2001 por LINEAR em Socorro.